# Ilex subcordata
Ilex subcordata är en järneksväxtart som beskrevs av Reiss. Ilex subcordata ingår i släktet järnekar, och familjen järneksväxter. Inga underarter finns listade i Catalogue of Life.